# Atelier Elie: The Alchemist of Salburg 2
Atelier Elie: The Alchemist of Salburg 2 (яп. エリーのアトリエ ～ザールブルグの錬金術士2～ Erī no Atorie ~Zāruburugu no Renkinjutsushi 2~) — ролевая видеоигра, разработанная компанией Gust для консоли PlayStation и выпущенная 17 декабря 1998 года эксклюзивно для Японии. Вторая игра в серии игр Atelier, а также вторая в трилогии Зальбурга. Является прямым продолжением Atelier Marie: The Alchemist of Salburg, события которого происходят спустя 6 лет. Как и её предшественница, игра не была выпущена за пределами Японии.
Atelier Marie и Atelier Elie были выпущены в комплекте под названиями Atelier Marie & Elie: The Alchemists of Salburg 1·2 для Dreamcast и Atelier Marie + Elie: The Alchemists of Salburg 1·2 для PlayStation 2. В 2008 году Atelier Marie и Atelier Elie стали доступны в PlayStation Store для PlayStation Vita, PlayStation Portable и PlayStation 3.

## Игровой процесс
В Atelier Elie игроку предстоит улучшить навыки Эли за четыре игровых года. Каждый год в академии будет проходить конкурс, где игрок сможет повысить свой ранг. При успешном достижении ранга «мейстер» Эли дополнительно получит ещё два года, а для игрока станут доступны новые события и концовки.
Система синтеза из предыдущей игры Atelier Marie была усилена: для каждого предмета были добавлены параметры качества и эффективности, теперь можно создавать больше предметов, расширен спектр занятий за пределами города, а также добавлены различные другие элементы, такие как возможность улучшать фей и элементы романтики. Новые добавленные способы синтеза — «смешанный синтез» и «оригинальный синтез», которые можно использовать при соблюдении определенных условий.

## Сюжет
Эли решает пойти по стопам Мари после того, как та её спасла. В надежде стать великим алхимиком, она поступает в ту же самую академию, в которой когда-то училась Мари.

### Персонажи
- Эли (Эльфир) Траум — сэйю Мики Нагасава
- Мари (Марлонэ) — сэйю Кёко Хиками
- Эйзель Веймар — сэйю Маюми Иидзука
- Нордис Фубер — сэйю Томокадзу Сэки
- Дуглас Макрейн — сэйю Дзюнъити Канэмару
- Эндерк Яд — сэйю Дзюрота Косуги
- Ромадж Бремер — сэйю Мина Томинага
- Милкаса Фробель — сэйю Кикуко Иноуэ
- Луиза Лоренсиум — сэйю Юкана Ногами
- Ингрид — сэйю Цумуги Осава
- Гермина — сэйю Мики Такахаси
- Дорни — сэйю Ясуо Мурамацу
- Герхард — сэйю Фумихико Татики
- Бредольф Шигзал — сэйю Такэхито Коясу
- Халлеш Слейман — сэйю Кэнъю Хориути
- Шиа Донастак — сэйю Цумуги Осава
- Дио Шенк — сэйю Фумихико Татики
- Кугель Рихтер — сэйю Эйитиро Судзуки
- Флея Шенк — сэйю Мами Кингэцу
- Крайс Куль — сэйю Такэхито Коясу
- Юлика Едер — сэйю Оми Минами
- Отто Гольбейн — сэйю Мицуо Ивата
- Шмак Гортен — сэйю Хироаки Исикава
- Борд Люкс — сэйю Кэнъю Хориути
- Мю Секстанс — сэйю Цумуги Осава
- Рувен Филнир — сэйю Мицуаки Мадоно
- Икси — сэйю Томоко Каваками
- Фау — сэйю Мина Томинага

## Оценки
| Иноязычные издания | Иноязычные издания                                                       |
| Издание            | Оценка                                                                   |
| ------------------ | ------------------------------------------------------------------------ |
| RPGamer            | 3 из 5 звёзд · 3 из 5 звёзд · 3 из 5 звёзд · 3 из 5 звёзд · 3 из 5 звёзд |

RPGamer заявил, что в качестве второго эксперимента Atelier Elie проверяет прочность формулы серии, исправляя некоторые ошибки и добавляя несколько своих. А также, что это не идеальная игра, но она хорошо показывает, почему и как серия Atelier стала флагманом и опорой Gust на протяжении многих лет.